# Bisdom Simdega
Het bisdom Simdega (Latijn: Dioecesis Simdegaensis) is een rooms-katholiek bisdom met als zetel Simdega, in India. Het bisdom is suffragaan aan het aartsbisdom Ranchi. 

## Geschiedenis
Het bisdom werd opgericht op 28 mei 1993 uit delen van het aartsbisdom Ranchi.

## Parochies
Het bisdom had in 2020 een oppervlakte van 3.761 km2 en telde 691.480 inwoners waarvan 30,5% rooms-katholiek was.

## Bisschoppen
- Joseph Minj (28 mei 1993 - 11 februari 2008)
- Vincent Barwa (11 februari 2008 - heden)

Ranchi (aartsbisdom) · Daltonganj · Dumka · Gumla · Hazaribag · Jamshedpur · Khunti · Port Blair · Simdega